# Küstendegu
Der Küstendegu (Octodon lunatus) ist eine Nagetierart aus der Familie der Trugratten (Octodontidae). Er ist ein naher Verwandter des auch in Europa als Heimtier gehaltenen Gewöhnlichen Degus.
Wie alle Degus sind Küstendegus rattenähnliche Tiere mit einem wuchtigen Kopf und großen, ovalen Ohren. Sie erreichen eine Kopfrumpflänge von bis zu 20 Zentimetern und eine Schwanzlänge von bis zu 16 Zentimetern, sind also etwas größer als der Gewöhnliche Degu. Ihr Fell ist bräunlich gefärbt.
Sie leben in den gebirgigen Küstenregionen der chilenischen Regionen Coquimbo und Valparaíso. Ihr Lebensraum sind mit Dickicht bestandene Buschländer und Wälder. Im Gegensatz zum Gewöhnlichen Degu dürften sie nachtaktiv sein. Sonst ist über ihre Lebensweise kaum etwas bekannt.
Laut IUCN ist der Küstendegu „potenziell gefährdet“ („near threatened“; Stand 2017).

## Belege
1. ↑  Octodon lunatus auf der IUCN Red List of Threatened Species, März 2017; abgerufen am 22. Januar 2018